# Luigi Facta
Luigi Facta, född 16 november 1861, död 5 november 1930, var en italiensk politiker.
Facta blev deputerad 1892 och var anhängare till Giovanni Giolittis liberala parti. Han var finansminister i Luigi Luzzatti och Giovanni Giolittis regeringar 1910-14 och justitieminister i Vittorio Emanuele Orlandos regering 1919. 1920-21 var han åter finansminister i Giolittis regering. 18 februari tillträdde han som  premiärminister i spetsen för en försonings- och koalitionsministär men lyckades varken vinna förtroende i parlamentet eller bemästra den svåra inrikespolitiska situationen med storstrejker, kommunistkravaller, arbetslöshet och en växande fascistisk rörelse. Ett misstroendevotum i deputeradekammaren juli 1922 tvingade honom att rekonstruera regeringen. Den fascistiska marschen mot Rom i oktober samma år föranledde regeringens avgång.
Facta, som från 1924 var senator, presiderade vid konferensen i Genua 1922.